# Miriam Dattke
Miriam Dattke (* 24. Juni 1998 in Mannheim) ist eine deutsche Langstreckenläuferin.

## Leben
Dattke wuchs in Berlin-Kladow auf, ihre Mutter stammt aus Ruanda und der Vater aus Baden-Württemberg. Nachdem sie sich zunächst spaßorientiert im Basketball und beim Reiten versucht hatte, kam sie 2012 nach einem Schullauf zur Leichtathletikabteilung des SC Brandenburg (SCB Berlin) in Berlin-Charlottenburg. Dort von Egidijus Pranckus betreut lief sie in ihrem ersten Trainingsjahr bei den Deutschen Jugendmeisterschaften 2013 über 3000 Meter in der Altersklasse U18 auf Rang 12 in 10:28,79 min. 2014 erzielte sie bei deutschen Altersklassenmeisterschaften mehrere Top-6-Platzierungen und steigerte sie im 3000-Meter-Lauf auf unter 10 Minuten. Im März 2015 gewann Dattke im Crosslauf als U18-Zweite ihre erste Medaille auf nationaler Ebene. Mit ihrer Saisonbestzeit über 3000 Meter (9:22,66 min) qualifizierte sie sich außerdem für ihren ersten internationalen Meisterschaftsauftritt, die U18-Weltmeisterschaften im kolumbianischen Cali, bei denen sie Mitte Juli über diese Distanz auf Rang 12 lief.
Zu Jahresbeginn 2016 wechselte Dattke zum SCC Berlin und Trainer André Höhne. Nach Crosslauf-Bronze in der U20 im Frühjahr wurde sie in den Folgemonaten von Verletzungen heimgesucht und kam bei den verbleibenden Rennen nicht an ihre Vorjahresleistungen heran. Bereits im September beschloss sie daraufhin, ab 2017 für die LG Telis Finanz Regensburg zu starten und sich bis zu ihrem Abitur in Berlin aus der Ferne von Trainer Kurt Ring coachen zu lassen. Noch im Berliner Trikot qualifizierte sie sich im November beim Crosslauf in Pforzheim für die Crosslauf-Europameisterschaften im italienischen Chia, bei denen sie einen Monat darauf im Juniorenrennen als vierunddreißigste ins Ziel kam und zusammen mit Konstanze Klosterhalfen, Alina Reh und Lisa Oed nach Addition der Einzelleistungen in der Teamwertung Silber gewann.
Im Regensburger Trikot kam Dattke 2017 wieder an ihre alte Leistungsfähigkeit heran und errang mehrere Altersklassen-Medaillen auf nationaler Ebene. Mit Bestleistung von 16:05,88 min über 5000 Meter qualifizierte sie sich für die U20-Europameisterschaften im italienischen Grosseto, bei denen sie Gold gewann. Nach dem Abitur an der Poelchau-Oberschule, einer Eliteschule des Sports, zog sie im Herbst nach Regensburg und begann ein Studium der Rechtswissenschaften an der Universität Regensburg. Zu Jahresende gewann sie nach einem Altersklassensieg beim Darmstadt-Cross bei den Crosslauf-Europameisterschaften im slowakischen Šamorín im Wettbewerb der Juniorinnen Bronze.
Bei den Deutschen Meisterschaften im Crosslauf 2018 gewann Dattke als Siebte des Gesamteinlaufs U23-Silber. Im April lief sie bei den im Hannover-Marathon integrierten Deutschen Halbmarathon-Meisterschaften hinter ihrer Vereinskameradin Franzi Reng in 1:14:37 h auf Rang 2. Im weiteren Jahresverlauf unterbot sie sowohl beim in London abgehaltenen 10.000-Meter-Europacup mit 32:40,58 min als auch bei einem in Regensburg ausgetragenen Bahnlauf mit 32:44,79 min die Qualifikationsnorm für die Europameisterschaften in Berlin (32:55,00 min), wurde aber vom Deutschen Leichtathletik-Verband nicht nominiert, da neben Alina Reh und Anna Gehring auch die neu in Erscheinung getretene Deutschamerikanerin Natalie Tanner eine in ihrem Fall um 4 Sekunden schnellere Saisonbestleistung aufbieten konnte. Mit ihren beim Soundtrack Meeting in Tübingen erzielten 15:44,41 min über 5000 Meter verfehlte Dattke die EM-Norm von 15:40,00 min um wenige Sekunden, bei den Deutschen Meisterschaften belegte sie ebenfalls über 5000 Meter Rang 6. Die Crosslauf-Europameisterschaften in Tilburg beendete sie bei ihrem ersten internationalen U23-Auftritt als Sechste und Siegerin mit dem Team.
Im Februar 2019 steigerte Dattke sich beim Halbmarathon in Barcelona auf 1:12:17 h. Einen Monat darauf bestritt sie als Gesamtfünfte und Siegerin der U23 die Deutschen Crosslauf-Meisterschaften und im April siegte mit einer erneuten Verbesserung ihrer Bestleistung auf 1:11:56 h bei den Deutschen Halbmarathon-Meisterschaften im Rahmen des Freiburg-Marathons. Im Juni wurde sie bei den Deutschen Meisterschaften über 10.000 Meter in 32:50,10 min Vizemeisterin hinter Alina Reh. Vier Wochen später gewann Dattke bei den U23-Europameisterschaften in Gävle mit persönlicher Bestzeit von 32:29,45 min Silber, vor ihr platzierte sich erneut nur Reh. Über 5000 Meter belegte sie mit ebenfalls neuem Hausrekord (15:40,61 min) Rang 4.
Im Februar 2022 belegte Dattke bei ihrem Marathondebüt beim Sevilla-Marathon in einer Zeit von 2:26:50 h den 11. Platz.

## Persönliche Bestzeiten
(Stand: 27. September 2023)

- 1500 Meter: 4:16,59 min, 18. Mai 2019, Karlsruhe
- 3000 Meter: 9:02,17 min, 3. Juni 2023, Regensburg
- 5000 Meter: 15:22,03 min, 10. Juni 2023, Montesson
- 10.000 Meter: 31:10,21 min, 20. Mai 2023, London
- 10 km Straßenlauf: 31:38 min, 7. März 2021, Berlin
- Halbmarathon: 1:09:43 h, 8. November 2020, Dresden
- Marathon: 2:26:50 h, 20. Februar 2022, Sevilla (ESP)

## Wettkampfbilanz
Ergebnisse bei internationalen und nationalen Titelkämpfen.

### Internationale Wettkämpfe
| Jahr | Wettbewerb                            | Austragungsort | Rang | Distanz  | Zeit         |
| ---- | ------------------------------------- | -------------- | ---- | -------- | ------------ |
| 2015 | U18-Weltmeisterschaften               | Cali           | 12.  | 3000 m   | 9:44,77 min  |
| 2016 | Crosslauf-Europameisterschaften (U20) | Chia           | 34.  | 4060 m   | 13:41 min    |
| 2017 | U20-Europameisterschaften             | Grosseto       | 1.   | 5000 m   | 16:39,81 min |
| 2017 | Crosslauf-Europameisterschaften (U20) | Šamorín        | 3.   | 4180 m   | 14:03 min    |
| 2018 | 10.000-Meter-Europacup                | London         | 12.  | 10.000 m | 32:40,58 min |
| 2018 | Crosslauf-Europameisterschaften (U23) | Tilburg        | 6.   | 6300 m   | 20:58 min    |
| 2019 | U23-Europameisterschaften             | Gävle          | 2.   | 10.000 m | 32:29,45 min |
| 2019 | U23-Europameisterschaften             | Gävle          | 4.   | 5000 m   | 15:40,61 min |
| 2022 | Europameisterschaften                 | München        | 4.   | Marathon | 2:28:52 h    |

### Deutsche Meisterschaften
| Jahr | Wettbewerb                               | Austragungsort   | Rang   | Distanz          | Zeit         |
| ---- | ---------------------------------------- | ---------------- | ------ | ---------------- | ------------ |
| 2013 | Deutsche Jugendmeisterschaften (U18)     | Rostock          | 16.    | 1500 m           | 4:54,38 min  |
| 2013 | Deutsche Jugendmeisterschaften (U18)     | Rostock          | 12.    | 3000 m           | 10:28,79 min |
| 2014 | Deutsche Crosslauf-Meisterschaften (U18) | Löningen         | 5.     | 4360 m           | 16:20 min    |
| 2014 | Deutsche U20-Meisterschaften 5000 m      | Aichach          | 6.     | 5000 m           | 17:08,55 min |
| 2014 | Deutsche Jugendmeisterschaften (U18)     | Wattenscheid     | 4.     | 3000 m           | 9:55,36 min  |
| 2014 | Deutsche Jugendmeisterschaften (U18)     | Wattenscheid     | 7.     | 1500 m Hindernis | 5:06,99 min  |
| 2014 | Deutsche Jugendmeisterschaften (U20)     | Wattenscheid     | 5.     | 1500 m           | 4:41,24 min  |
| 2015 | Deutsche Crosslauf-Meisterschaften (U18) | Markt Indersdorf | 2.     | 4400 m           | 17:51 min    |
| 2015 | Deutsche U20-Meisterschaften 5000 m      | Ohrdruf          | 3.     | 5000 m           | 16:58,61 min |
| 2015 | Deutsche Jugendmeisterschaften (U18)     | Jena             | 1.     | 3000 m           | 9:43,22 min  |
| 2015 | Deutsche Jugendmeisterschaften (U20)     | Jena             | DNF    | 2000 m Hindernis | —            |
| 2015 | Deutsche Jugendmeisterschaften (U20)     | Jena             | 4.     | 1500 m           | 4:30,14 min  |
| 2016 | Deutsche U20-Hallenmeisterschaften       | Dortmund         | 9.     | 1500 m           | 4:39,48 min  |
| 2016 | Deutsche Crosslauf-Meisterschaften (U20) | Herten           | 3.     | 4500 m           | 17:29 min    |
| 2017 | Deutsche Hallenmeisterschaften           | Leipzig          | 10.    | 3000 m           | 9:30,09 min  |
| 2017 | Deutsche Crosslauf-Meisterschaften (U20) | Löningen         | 2.     | 4360 m           | 15:33 min    |
| 2017 | Deutsche Halbmarathon-Meisterschaften    | Hannover         | 07. 1  | 21,0975 km       | 1:15:50 h    |
| 2017 | Deutsche U20-Meisterschaften 5000 m      | Bautzen          | 1.     | 5000 m           | 16:29,93 min |
| 2017 | Deutsche U23-Meisterschaften             | Leverkusen       | 3.     | 1500 m           | 4:18,99 min  |
| 2017 | Deutsche Meisterschaften                 | Erfurt           | 17.    | 1500 m           | 4:29,67 min  |
| 2017 | Deutsche Jugendmeisterschaften (U20)     | Ulm              | 2.     | 3000 m           | 9:50,90 min  |
| 2017 | Deutsche Meisterschaften 10 km           | Bad Liebenzell   | 010. 2 | 10 km            | 34:34 min    |
| 2018 | Deutsche Crosslauf-Meisterschaften       | Ohrdruf          | 07. 2  | 5200 m           | 18:56 min    |
| 2018 | Deutsche Halbmarathon-Meisterschaften    | Hannover         | 02. 2  | 21,0975 km       | 1:14:37 h    |
| 2018 | Deutsche Meisterschaften                 | Nürnberg         | 6.     | 5000 m           | 15:56,93 min |
| 2019 | Deutsche Crosslauf-Meisterschaften       | Ingolstadt       | 05. 1  | 5100 m           | 18:21 min    |
| 2019 | Deutsche Halbmarathon-Meisterschaften    | Freiburg         | 01. 1  | 21,0975 km       | 1:11:56 h    |
| 2019 | Deutsche Meisterschaften 10.000 m        | Essen            | 02. 3  | 10.000 m         | 32:50,10 min |
| 2019 | Deutsche Meisterschaften                 | Berlin           | 3.     | 5000 m           | 15:41,81 min |
| 2019 | Deutsche Meisterschaften 10 km           | Siegburg         | 01. 1  | 10 km            | 32:43 min    |